# Матансас
 Тази статия е за града.  За провинцията вижте Матансас (провинция).  
Сан Карлос и Сан Северино де Матансас (на испански: San Carlos y San Severino de Matanzas) е град и община в Куба, столица на едноименната провинция. Основан е през октомври 1693 г. между устието на реките Юмури, Сан Хуан и Канимар.
Намира се в изключително равнинен район, максималната му надморска височина достига само 389 m. Населението му е 151 624 души (2012).